# Символіка Балашихи
Міський округ та місто Балашиха мають власну символіку — герб і прапор.

## Герб Балашихи

Перший герб міста був затверджений виконкомом міськради народних депутатів 11 листопада 1977 року. 23 травня 1997 року голова міського округу Балашиха затвердив нову версію герба міського округу. Нова версія гербу була затверджена 30 червня 1999 року Рішенням Ради депутатів міського округу Балашиха. У червоному полі розколоте зверху зліва стінозубчасте кільце, що супроводжується зміва вверху зігнутою вздовж кільця гілкою з восьмома листками. Справа циркуль, який своєю голкою торкається кільця. Всі фігурки золотого кольору. Гілка дерева символізує зелену зону Підмосков'я, оскільки місто Балашиха знаходиться в лісопарковому захисному поясі Москви. Шестірня та циркуль символізують науку і промисловість, які є містотворчими чинниками. Червоний колір — символ життєствердної сили, мужності, свята та краси. Золотий колір — символ сонячного світла, багатства і великодушності.

## Прапор Балашихи

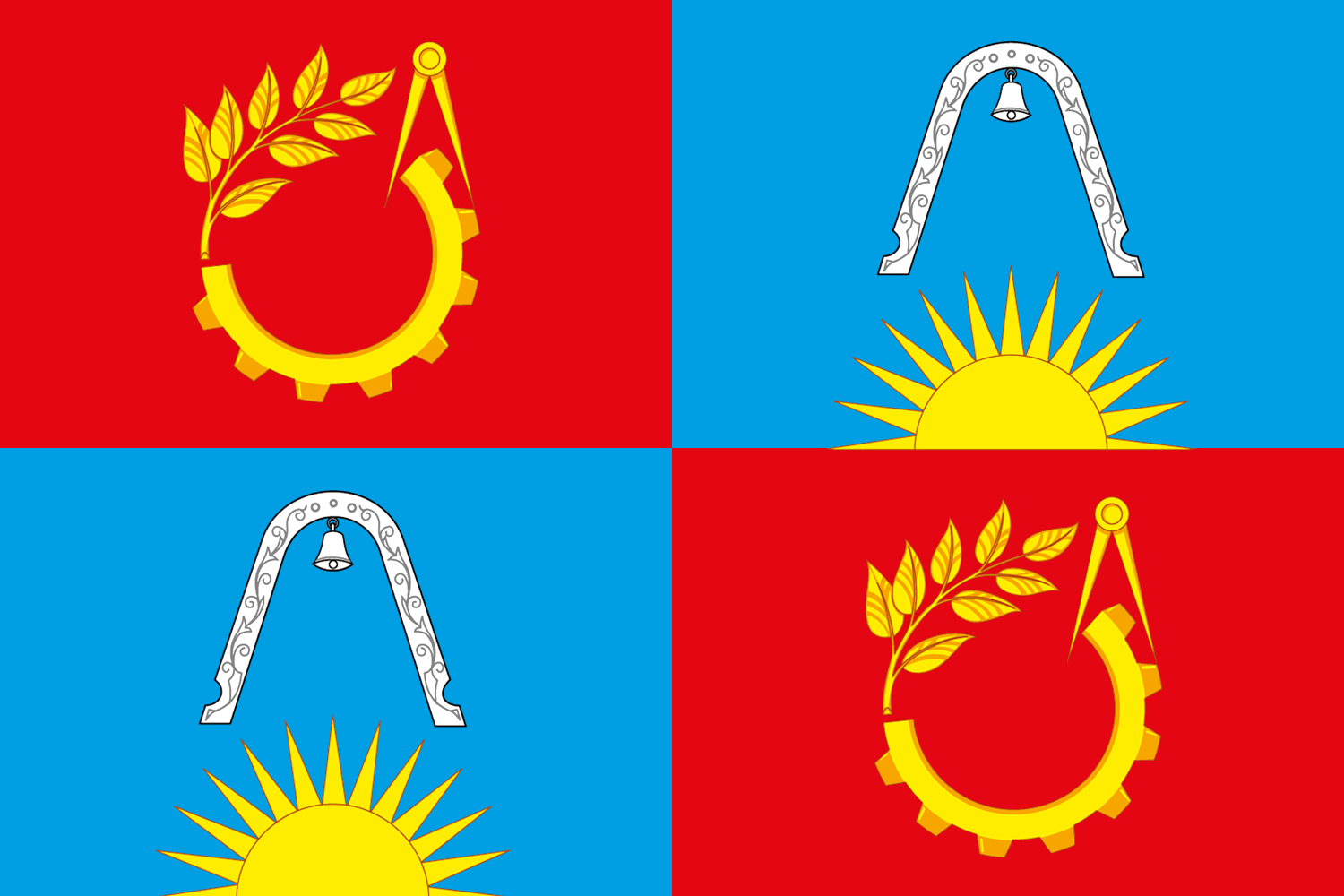

Прапор міського округу Балашиха і міста Балашиха затверджений рішенням Ради депутатів міського округу Балашиха 29 червня 1999 р.
Прапор міського округу та міста Балашиха червоного кольору з пропорціями ширни до довжини 2:3, на ньому є зображення фігургерба міського округу та міста Балашиха та жовтої смуги вздовж древка шириною в 1/6 прапора. Червоний колір символізує життєствердну силу, мужність, свято і красу. Жовтий колір на краю прапора символізує що міський округ та місто Балашиха розташовані вздовж історичного Володимирського тракту, який йде на схід Росії.